# 細川真之
細川真之（1538年－1582年11月3日）是日本戰國時代至安土桃山時代的武將。父親是阿波國守護細川持隆。

## 生平
在天文7年（1538年）出生，家中長男。天文22年（1553年），在父親持隆被三好實休殺死後，被擁立成為傀儡（此時母親小少將成為實休的妻子）。在實休死後，仍然被其子三好長治（異父弟）當作傀儡利用，因此感到相當不滿。天正4年（1576年）12月，逃出勝瑞城後投靠福良連經，逃到那賀郡的仁宇山中（『昔阿波物語』）。天正6年（1578年），與同樣對長治不滿的小笠原成助等人聯手，向土佐國的長宗我部氏請求救援並討伐長治。
而與之對抗的三好越後守、矢野國村、河村左馬亮等人，則擁立三好氏的一門‧繼承讚岐國十河氏的十河存保（異父弟）並將其迎接到勝瑞城。天正7年（1579年），因為曾是細川方的有力國人伊澤賴俊被攻滅等事，戰況陷入不利。另一方面，土佐國的長宗我部元親與織田信長結為同盟，於是在與阿波三好氏的抗爭中處於優位，但是後來與成為後三好氏後援的織田氏敵對，受到信長將會侵攻四國的威脅。不過就在天正10年（1582年）6月，存保的後盾織田信長在本能寺之變中死去，同年8月，元親向阿波國侵攻，十河存保被擊敗，於是失去統治阿波的本據勝瑞城，被迫向讚岐虎丸城撤退（中富川之戰）。
在天正10年（1582年）死去。根據『三好記』記載，同年10月，十河存保再度向阿波國侵攻，派遣江村次郎大夫、本木新左衛門、露口兵庫、江邑兵衛進等數百人軍勢進攻真之的茅岡城，戰敗的真之在八幡原自殺，阿波細川家滅亡。真之死去是在中富川之戰中敗北的十河存保向讃岐國撤退後的時間，在先前的敗戰中難以回復的十河軍能再向阿波侵攻並攻擊茅岡城的可能性成疑，此外，進行襲撃的江村等人被記載為「山林之逆徒」（山林の逆徒），因此有說法指他們是跟隨真之的阿波國人，亦有一說指這是長宗我部元親肅清舊勢力的舉動（小笠原成助和新開實綱等有力者亦在這段時期被元親謀殺）。